# Ramachandra Guha

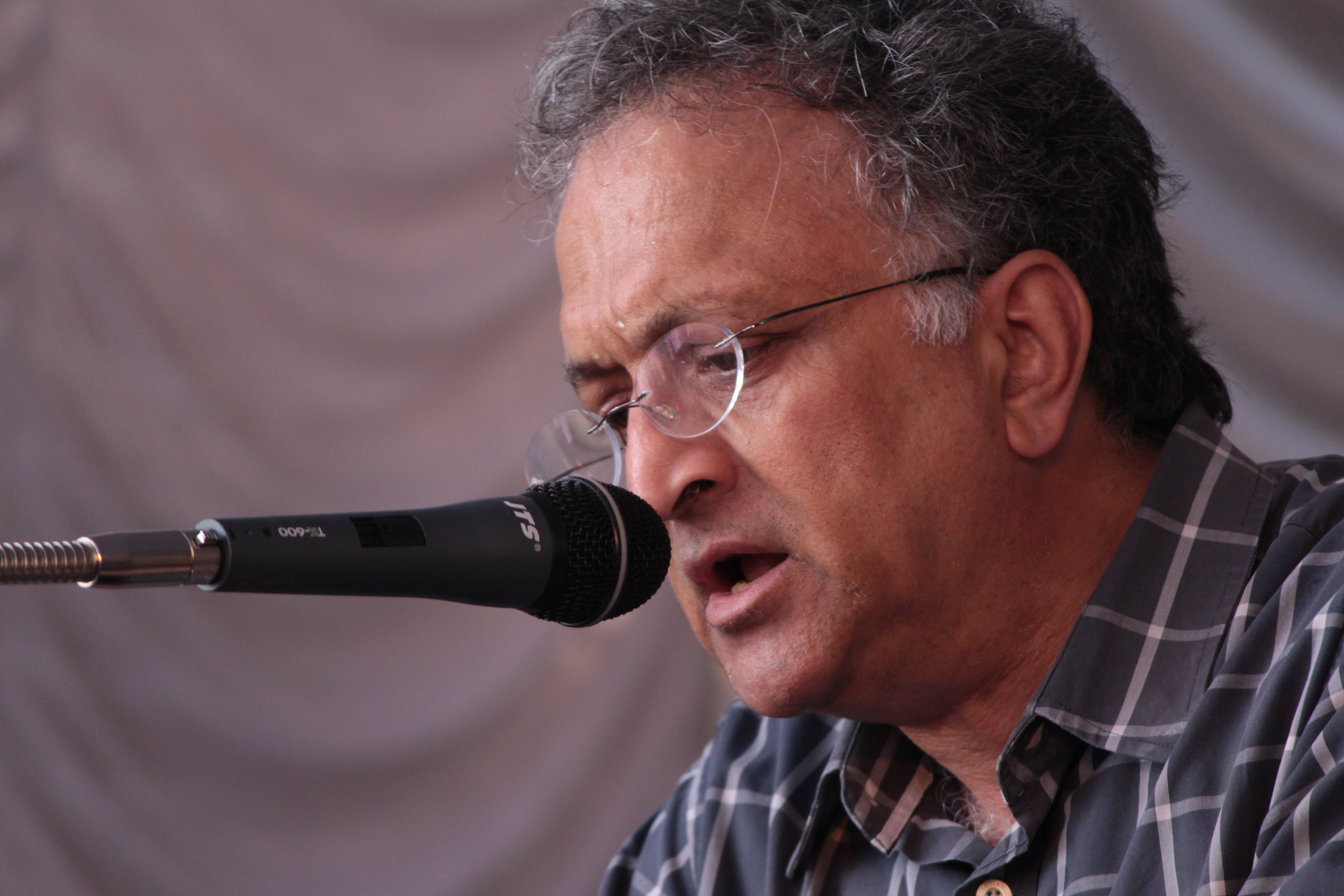
Ramachandra Guha (2017)

Ramachandra Guha (Hindi रामचंद्र गुहा; * 29. April 1958 in Dehradun) ist ein indischer Historiker, Gandhi-Biograf und Journalist.

## Leben
Guha wurde am 29. April 1958 in Dehradun, heute Hauptstadt von Uttarakhand, geboren. Sein Vater arbeitete am Forest Research Institute. Seine Mutter war Lehrerin. Seine Eltern waren Tamilen. Er besuchte in Dehradun die Doon School und absolvierte das St. Stephen’s College in Delhi im Jahr 1977 mit einem Bachelor of Arts in Economics und die Delhi School of Economics der Universität Delhi einem M.A. Er promovierte am Indian Institute of Management Kolkata mit einer Arbeit über Sozialgeschichte.
Guha war in einer Reihe indischer, amerikanischer und anderer internationaler Forschungsstätten als Fellow, Gastforscher und Gastdozent tätig und war 1994 auch Fellow am Wissenschaftskolleg zu Berlin. Im akademischen Jahr 2011–2012 war er Gastprofessor an der London School of Economics and Political Science.
Guha schreibt Artikel für verschiedene Zeitungen, so für den The Telegraph (Kalkutta) und die Hindustan Times, deren Übersetzungen auch in den Zeitungen Dainik Bhaskar, Prajavani und Andhra Jyothy erscheinen, und für die Magazine Outlook und The Caravan. Für die Tageszeitung The Hindu schrieb er zwischen 1997 und 2009 eine vierzehntägliche Kolumne.
Guha veröffentlichte 2007 die Studie India after Gandhi, die auch in Hindi übersetzt wurde. 2013 folgte unter seinen zeitgeschichtlichen Studien das Buch Gandhi Before India über Gandhis Zeit in Südafrika.
Mit Arundhati Roy, die für den Bau der Sardar-Sarovar-Talsperre eintritt, liegt er im Streit, er dagegen unterstützt die betroffene Bevölkerung und die Bürgerrechtlerin Medha Patkar.
Guha hat 2009 den Padma Bhushan und 2011 den Sahitya Akademi Award erhalten. 2014 erhielt er eine Ehrendoktorwürde der Yale University. Er wohnt in Bangalore und hat mit Sujata Keshavan zwei Kinder.

## Schriften (Auswahl)
- Gandhi: The Years That Changed the World, 1914-1948, Alfred A. Knopf, New York city 2018, ISBN 0385532318
- Gandhi Before India: How the Mahatma Was Made. Alfred A. Knopf, New York city 2014, ISBN 978-0-385-53229-7.
- Makers of modern India. 2011
- India after Gandhi : the history of the world's largest democracy. 2007
- How much should a person consume? : environmentalism in India and the United States. 2006
- A Corner of a Foreign Field - An Indian history of a British sport. Picador 2001 [Cricket]
- The unquiet woods : ecological change and peasant resistance in the Himalaya. 2000
- Savaging the civilized : Verrier Elwin, his tribals, and India. 1999
- Varieties of environmentalism : essays north and south. 1997
- Social ecology. 1994